# 生口
生口是日本弥生时代一个社会階级，有人说生口是绳文人俘虏或工匠。
最先提到生口的是后汉永初一年，倭国王帅升帶160个生口獻见。笫二次是魏明帝景初2年，卑弥呼以男生口4人女生口6人獻见。最后一次是臺與时獻給曹芳生口30人。
生口在邪馬台國地位比奴婢高但比下戶低，他们可能是工匠，魏志倭人传説生口可以让给持衰成功的人。在文永之役后金方庆帶回的日本俘虏也是生口。